# Nicsara viridipes
Nicsara viridipes är en insektsart som beskrevs av Heinrich Hugo Karny 1912. Nicsara viridipes ingår i släktet Nicsara och familjen vårtbitare. Inga underarter finns listade i Catalogue of Life.